# Haldenburg
Die Haldenburg ist eine abgegangene Höhenburg auf 617,6 m ü. NN etwa 800 Meter südwestlich des Schwabmünchener Ortsteiles Schwabegg (Landkreis Augsburg, Schwaben) auf einer Randhöhe des Naturparks Augsburg – Westliche Wälder. Die große Wallanlage ist ein typisches Beispiel einer frühmittelalterlichen Ungarnschutzburg.

## Geschichte
Der Burgplatz trägt Siedlungsspuren der mittleren Bronzezeit (ca. 1600–1300 v. Chr.) und der Urnenfelderkultur (1200–800 v. Chr.).
Im 9. und 10. Jahrhundert bedrohte das östliche Reitervolk der Ungarn Süd- und Südwestdeutschland. Die Reiterkrieger waren gefürchtete Bogenschützen, die ihre Waffe in vollem Galopp abfeuern konnten, den Fußkampf aber nach Möglichkeit vermieden.
Als Reaktion auf die Bedrohung entstanden zahlreiche, teilweise riesige Wallanlagen als Truppenstützpunkte und Fliehburgen für die Bevölkerung. Ein Kennzeichen solcher Ungarnwälle ist häufig ein gewaltiger, bis zu 15 Meter hoher Hauptwall mit vorgelagerten Annäherungshindernissen, etwa langer – mit Dornensträuchern bepflanzter oder mit spitzen Pfählen bewehrter – Erdriegel. Diese beiden typischen Merkmale einer großen Ungarnschutzburg haben sich auf der Haldenburg gut erhalten.
Nach der Schlacht auf dem Lechfeld, die ja in unmittelbarer Nähe geschlagen wurde, war die Ungarngefahr beseitigt. Die Burg diente noch kurze Zeit als Sitz der Großvögte der Bischöfe von Augsburg. Der Vorburg wurde ein weiterer, mäßig tiefer Graben vorgelegt. Zu Beginn des Hochmittelalters verlegten die Vögte ihren Sitz jedoch nördlich in den Ort Schwabegg, die neue Burg auf dem Weinberg ist als großer Turmhügel (Motte) bis heute teilweise erhalten (Kalvarienberg Schwabegg). Die Haldenburg wurde – wie die meisten anderen Ungarnschutzburgen – anschließend aufgegeben, weshalb die Erdwerke dieser Anlagen meist noch in gutem Zustand erhalten sind.
Im Jahr 954 soll der Augsburger Bischof in den Wirren vor der großen Ungarnschlacht auf dem Lechfeld vor den Baiern auf seine Burg bei Schwabmünchen (Mänchingen) geflüchtet sein. Dieses Castellum Mantahinga  meint wohl die Haldenburg, bei der ehemaligen Schwabmünchener Wasserburg Geiernburg fehlen Hinweise auf eine frühmittelalterliche Vorgängeranlage. Die bischöfliche Burg widerstand der Belagerung durch die Aufständischen bis zum Eintreffen königstreuer Entsatztruppen.
Die Wallanlage wurde 1965 durch das Bayerische Landesamt für Denkmalpflege topographisch aufgenommen. Das Burgareal ist durch einen Rundweg erlebbar und mit einigen Hinweistafeln ausgestattet. Der Rundweg wurde Anfang 2008 ausgebaut und mit neuen Informationstafeln versehen. Ein kurzer Abzweig führt seitdem auf das kleine Plateau der Hauptwalles, dessen Dimensionen nun wieder besser zu erkennen sind.
2001 erstellte Roger Mayrock (Kempten) für die Bayerische Landesausstellung „Bayern-Ungarn tausend Jahre“ eine künstlerische Rekonstruktion einer typischen größeren Ungarnschutzburg. Das Gemälde basiert auf den Befunden und erhaltenen Erdwerken der Haldenburg.
Die Rekonstruktion diente auch als Vorlage der Computeranimation einer großen Ungarnschutzburg in der ersten Folge der zehnteiligen ZDF-Dokumentation „Die Deutschen“ (2008). In der Spielszene wird allerdings ein Angriff auf die Königspfalz Werla im heutigen Niedersachsen dargestellt.

Haldenburg
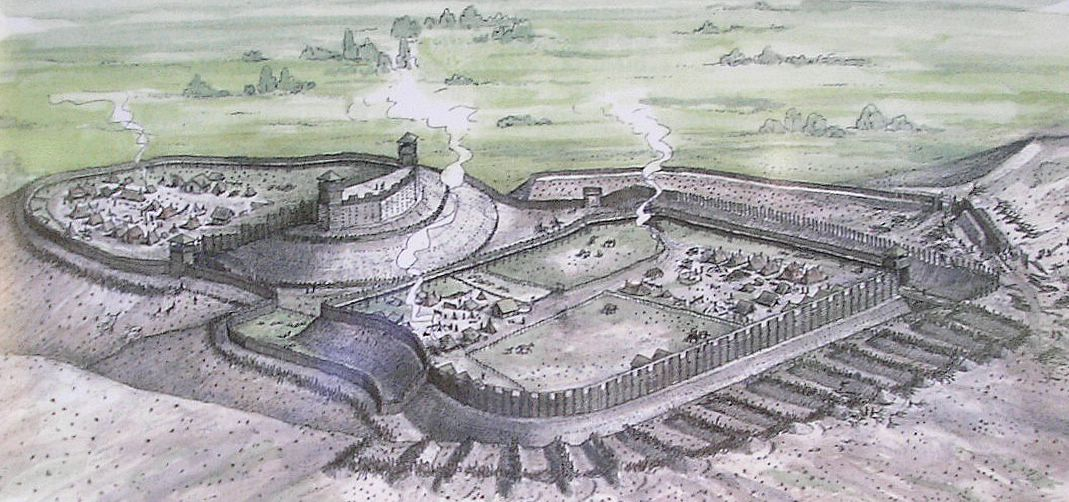
Die Burganlage um 950 (Roger Mayrock, 2001). Rekonstruktion auf einer Infotafel
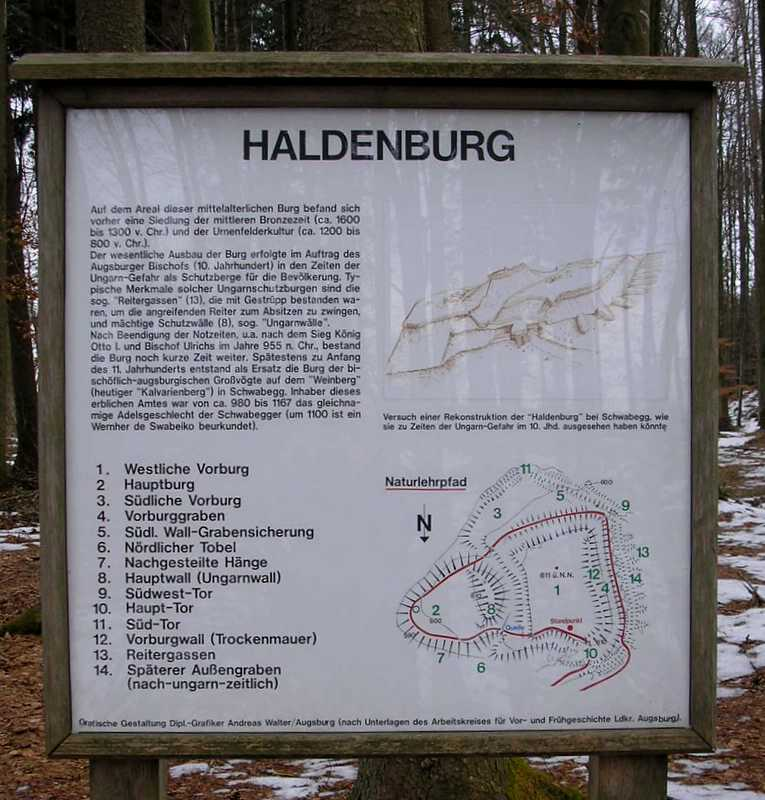
Infotafel auf der Vorburg
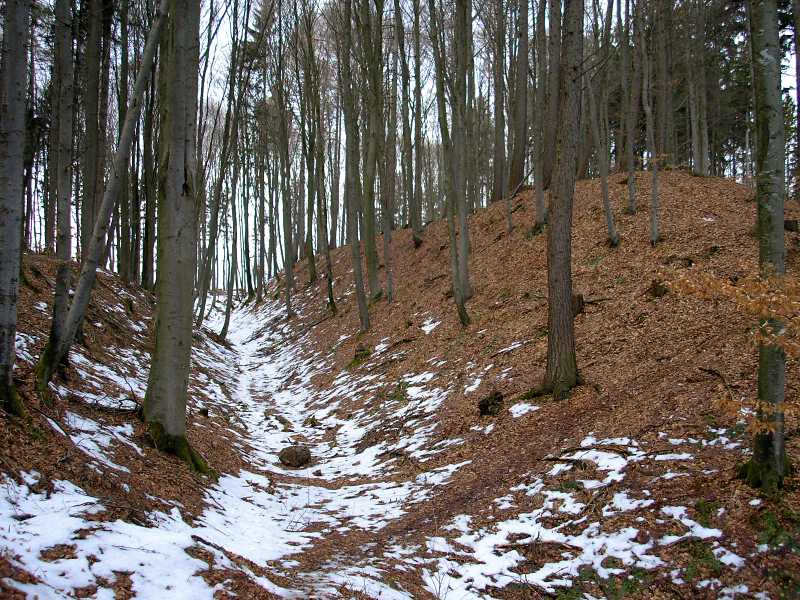
Der Hauptwall der Vorburg nach Norden
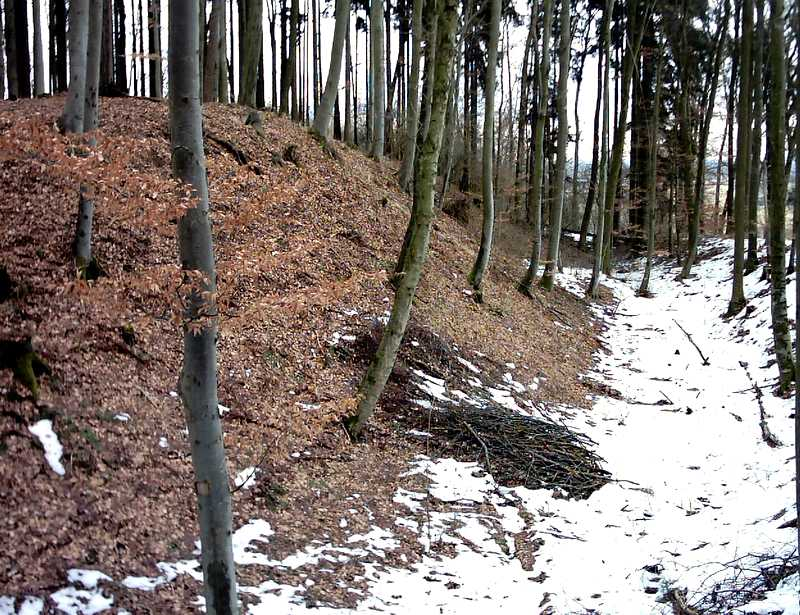
Der Wall der Vorburg nach Osten
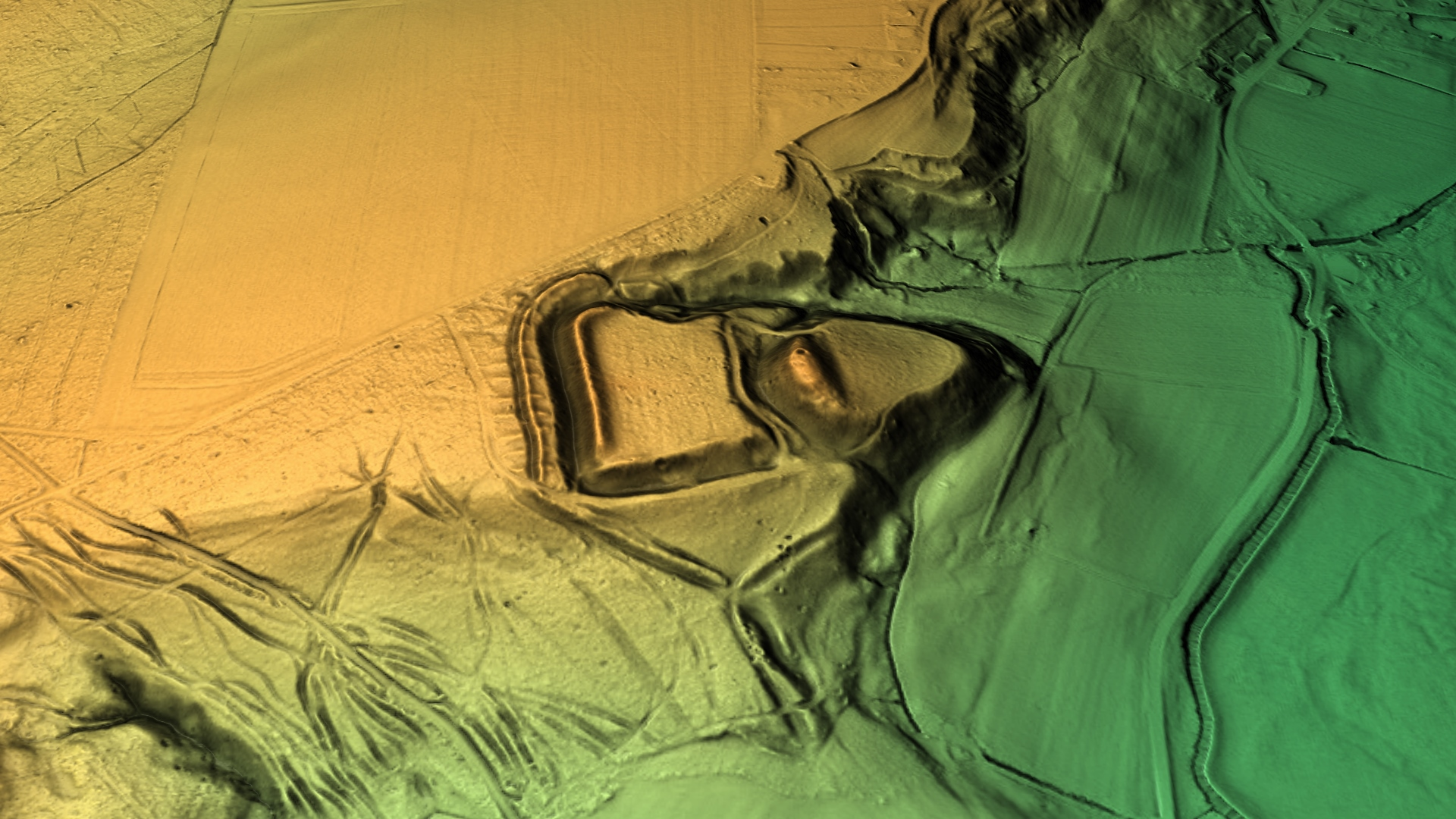
3D-Ansicht des digitalen Geländemodells

## Beschreibung
Die große, dreiteilige Burganlage besteht aus der eiförmigen Hauptburg (105 × 90 Meter), die durch den mächtigen Hauptwall und den Halsgraben (Höhenunterschied Grabensohle-Wallkrone etwa dreizehn Meter) von der grob rechteckigen Vorburg (130 bzw. 100 × 75 Meter) abgetrennt ist. Südlich ist der Vorburg noch ein trapezförmiges Vorwerk vorgelagert.
Das Plateau der Hauptburg und der hohe Ungarnwall sind heute mit dichtem Jungwald bepflanzt und größtenteils unzugänglich. Gut zugänglich und einsehbar ist nur die umfangreiche Vorburg, mit ihrem außen ungefähr neun Meter hohen Wall, der sich auf der Innenseite noch ca. drei bis vier Meter über das Bodenniveau erhebt. Hinter dem vorgelagerten Spitzgraben haben sich noch die langen, niedrigen Erdrippen der ehemaligen Reiterannäherungshindernisse erhalten. Diese Erdwerke werden von einem späteren, nur etwa zwei Meter tiefen zweiten Graben durchschnitten.
Die Wälle der Vorburg und der Ungarnwall waren zumindest in ihrer letzten Ausbauphase in Holz-Erde-Bauweise – vielleicht mit vorgeblendeten Steinfassaden (Tuffsteinreste) – befestigt, die Steilabfälle der Hauptburg zur Wertachebene dürften hingegen nur Palisaden getragen haben.
Eine Grube auf dem Plateau des Hauptwalles wird als Turmstelle gedeutet, dieser Turm wäre sicherlich der Burg der Großvögte zuzuordnen.
Die Anlage hatte mindestens zwei Tore, das Haupttor liegt im Nordwesten der Vorburg neben einer tiefen, natürlichen Erosionsrinne und führt in direktem Weg zum Hauptburgplateau. Das Südwesttor ist der Eingang in das Vorwerk, eine weitere Lücke in dessen Wallverlauf wird jedoch auf einen späteren Holzabfuhrweg zurückgeführt.

## Die „Reitergassen“
Besondere Bedeutung erhält die Haldenburg durch die gute Erhaltung der senkrecht vor den Graben der Vorburg aufgeschütteten Erdrippen der ungarnzeitlichen Annäherungshindernisse, die nur durch den späteren Außengraben gestört werden. Diese „Reitergassen“ erstrecken sich etwa 30 Meter ins Vorgelände und dürften ursprünglich mit Dornengestrüpp bepflanzt oder mit angespitzten Pfählen bewehrt gewesen sein. Die Angreifer konnten also nicht unmittelbar am Graben entlang reiten und die Verteidiger unter Pfeilbeschuss nehmen, sondern mussten aus größerer Entfernung schießen oder sogar absteigen. Diese „Reitergassen“ sind zwar auch bei einigen anderen Ungarnschutzburgen nachweisbar, aber oft nur noch als flache Bodenwellen erhalten oder weitgehend verebnet. Auch dem Vorwerk des nahen „Buschelberges“ bei Fischach sind ähnliche Erdwerke vorgelagert.
Im Zusammenhang mit einer archäologischen Fundstelle in der Weststeiermark, der Höhensiedlung am Dietenberg, wird aus praktischen Überlegungen die Ansicht vertreten, dass die aufgeschütteten Erdrippen eher der Abwehr von Fußvolk und nicht jener von Reitern gedient haben könnten.
Das Landesamt für Denkmalpflege verzeichnet das Bodendenkmal als mittelalterlichen Burgstall mit Siedlungsfunden der Bronze- und Urnenfelderzeit unter der Denkmalnummer D 7-7830-0028.